# Ruta 21 (Bolivien)
Die Ruta 21 ist eine Nationalstraße im südamerikanischen Andenstaat Bolivien.

## Streckenführung
Die Straße hat eine Länge von 197 Kilometern und durchquert den südöstlichen Teil des Departamento Potosí von Nordwesten nach Südosten. Die Straße beginnt bei der Stadt Uyuni am Salzsee Salar de Uyuni an der Kreuzung mit der Ruta 5, nach Norden hin setzt sich die Ruta 21 als Ruta 30 fort und führt nach Challapata am Ostufer des Poopó-Sees, wo sie auf die Ruta 1 stößt. Von Uyuni aus durchquert die Ruta 21 die wenig besiedelte Altiplano-Region zwischen der Cordillera de Lípez im Süden und der Cordillera de Chichas, deren Gipfel Höhen von bis zu 5800 m erreichen. Sie verläuft parallel zu der Eisenbahnlinie, die von Uyuni über Tupiza nach Villazón an der argentinischen Grenze führt. Die Ruta 21 endet bei Tupiza an der Ruta 14, die aus Richtung Potosí kommend nach Villazón führt.
Die Ruta 21 ist in fast ihrer gesamten Länge asphaltiert.

## Geschichte
Die Ruta 21 ist mit Gesetz 2187 vom 12. April 2001 zum Bestandteil des bolivianischen Nationalstraßennetzes "Red Vial Fundamental" erklärt worden.

## Streckenabschnitte im Departamento Potosí

### Provinz Antonio Qujarro
- km 000: Uyuni

### Provinz Sur Chichas
- km 096: Atocha
- km 197: Tupiza